# Tamsin
Tamsin est une localité située dans le département de Namissiguima de la province du Sanmatenga dans la région Centre-Nord au Burkina Faso. 

## Économie
L'agro-pastoralisme est l'activité principale du village.

## Éducation et santé
Le centre de soins le plus proche de Tamsin est le centre de santé et de promotion sociale (CSPS) de Namissiguima tandis que le centre médical avec antenne chirurgicale (CMA) de la province se trouve à Barsalogho et que le centre hospitalier régional (CHR) est à Kaya. 
Tamsin possède un centre d'alphabétisation.